# Elyra
Elyra is een geslacht van vlinders van de familie spinneruilen (Erebidae), uit de onderfamilie Herminiinae.

## Soorten
- E. albifascia Hampson, 1929
- E. albiscripta Hampson
- E. apicimacula Wileman, 1915
- E. bilineata Wileman, 1919
- E. brevivittalis Moore, 1867
- E. duplicifascia Hampson, 1895
- E. erythrognatha Hampson
- E. eugenes Prout, 1928
- E. identifascia Swinhoe, 1906
- E. larusalis Walker, 1858
- E. leucograpta Hampson
- E. melanopis Hampson
- E. nigrisigna (Wileman, 1915)
- E. perdentalis Hampson, 1898
- E. phlegeusalis Walker, 1858
- E. satyrata Strand, 1920
- E. stigmatalis Moore, 1867
- E. trevivittalis Moore
- E. vialis Moore, 1882